# ماراثون كيغالي الدولي للسلام
ماراثون كيغالي الدولي للسلام  هو ماراثون يتم تنظيمة بصورة سنويه وهو مارثون علي الطريق تستضيفه كيغالي، رواندا، منذ عام 2005. إنه سباق طريق عالمي لألعاب القوى ومسجل ضمن اعضاء رابطة الماراثون الدولية وسباقات المسافات. يتم تنظيم مارثون خلال عطلة نهائة الاسبوع وايضا يتم تنسيق نصف ماراثون وجري من أجل المتعة فقط لمسافة 10 كيلومترات. كما يتم ايضا ترتيبات لمسابقة جري ليلي ضمن الحدث، على الرغم من عدم عقده خلال عطلة نهاية الأسبوع نفسها.

## تاريخ المارثون
عقب أحداث رواندا الإبادة الجماعية في رواندا قبل عقد من الزمن، وفي عام 2004 بعد عقد من الزمان قررت الرابطة الدولية لأخوات المحبة تنظيم سباق مارثون السلام في بادرة لتعزيز تنمية السلام من خلال الرياضة. أقيم السباق الافتتاحي في 2005.05.15  .
في عام 2020 تم تأجيل فعاليات المارثون لمرتين قبل إتخاذ قرار بإلغائها بسبب وباء فيروس كورونا.

## المسار
يبدا المسار وينتهي امام كيغالي أرينا BK Arena.وتتكون من حلقتين يركضهما نصف الماراثون مرة واحدة.

## الفائزون
| إد.  | تاريخ                          | الفائز ذكر                                     | وقت                            | الفائزة                                             | وقت     | الترددات اللاسلكية. |
| ---- | ------------------------------ | ---------------------------------------------- | ------------------------------ | --------------------------------------------------- | ------- | ------------------- |
| 1    | 2005.05.15                     | جوزيف نوسبيقا (UGA)</img> Joseph Nsubuga (UGA) | 2:28:23                        | Margaret Nakintu (UGA)</img> Margaret Nakintu (UGA) | 3:18:06 |                     |
|      |                                |                                                |                                |                                                     |         |                     |
| 2020 | ألغيت بسبب وباء الفيروس التاجي | ألغيت بسبب وباء الفيروس التاجي                 | ألغيت بسبب وباء الفيروس التاجي | ألغيت بسبب وباء الفيروس التاجي                      |         |                     |
| 16   | 2021.06.20                     | Derseh Kindie (ETH)</img> Derseh Kindie (ETH)  | 2:23:29                        | Isgah Cheruto (KEN)</img> Isgah Cheruto (KEN)       | 2:51:43 |                     |
| 17   | 2022.05.29                     | Wilfred Kigan (KEN)</img> Wilfred Kigan (KEN)  | 2:16:36                        | Margaret Agai (KEN)</img> Margaret Agai (KEN)       | 2:35:25 |                     |

## روابط خارجية
- الموقع الرسمي